# Tuamotu
Tuamotu of de Tuamotuarchipel (Frans: archipel des Tuamotu; Tahitiaans: Tūāmotu mā) is een groep van 78 vulkanische atollen in de Grote Oceaan, verspreid over een gebied van ongeveer 1800 bij 900 kilometer groot. De totale oppervlakte van de eilanden is zo’n 885 vierkante kilometer. De Tuamotueilanden zijn onderdeel van Frans-Polynesië. Er wonen zo’n 15.000 mensen.

## Geschiedenis
De eilanden zijn waarschijnlijk al zo’n 1400 jaar bewoond. Er zijn een aantal, uit koraal opgebouwde, altaren gevonden die hierop wijzen.
Rond de eilanden werden rond 1900 de laatste nog bruikbare kolonies van de zwartgelipte pareloester Pinctada margaritifera (ondersoort cumingi) gevonden. De oesterbanken van Tahiti waren door overbevissing uitgeput. Ook de beroemde in een dergelijke oester gevonden zwarte parel, de Drexelparel, werd waarschijnlijk hier gevonden.

### Ontdekkingsreizigers
Verschillende ontdekkingsreizigers hebben de Tuamotueilanden bezocht:
- 1480: Tupac Inca Yupanqui (discutabel)
- 1521: Ferdinand Magellaan
- 1606: Pedro Fernandes de Queirós
- 1616: Willem Cornelisz Schouten en Jacob le Maire
- 1722: Jacob Roggeveen
- 1765: John Byron
- 1768: Louis Antoine de Bougainville
- 1769: James Cook
- 1815: Otto von Kotzebue
- 1835: Robert FitzRoy (tweede reis met de Beagle, waaraan Charles Darwin deelnam)
- 1839: Charles Wilkes
- 1947: Thor Heyerdahl die er landde op Raroia met het vlot de Kon-Tiki

## Geografie

### De eilanden
Verschillende atollen worden samen gegroepeerd, andere liggen meer geïsoleerd en worden daarom apart genoemd.
De belangrijkste atols zijn Anaa, Fakarava, Hao, Makemo, Manihi, Rangiroa, Tikehau en Mataiva.
Behalve wanneer anders vermeld, zijn de namen hieronder vermeld de naam van de atol, die vaak samenvalt met de naam van het belangrijkste eiland van de atol.

#### Actéon groep
- Matureivavao

- Tenararo

- Tenarunga

- Vahanga

#### Îles Deux Groupes
- Marokau

- Ravahere

#### Îles du Désappointement
- Napuka

- Puka Puka

- Noord-Tepoto

#### Îles du Duc de Gloucester
- Anuanuraro

- Anuanurunga

- Hereheretue

- Nukutepipi

#### Îles du Roi Georges
- Ahe

- Manihi

- Takapoto

- Takaroa

- Tikei (geïsoleerd eiland)

#### Îles Palliser
- Apataki

- Aratika

- Arutua

- Fakarava

- Kaukura

- Mataiva

- Rangiroa

- Makatea

- Tikehau

- Toau

#### Îles Raevski
- Hiti

- Tepoto Sud

- Tuanake

#### Andere atollen en geïsoleerde eilanden
- Ahunui
- Akiaki
- Amanu
- Anaa
- Faaite
- Fakahina
- Fangatau
- Fangataufa
- Hao
- Haraiki
- Hikueru
- Katiu
- Kauehi

- Makemo
- Mangareva
- Manuhangi
- Maria Est
- Marutea Nord
- Marutea Sud
- Morane
- Moruroa
- Motutunga
- Nengo Nengo
- Niau
- Nihiru
- Nukutavake

- Paraoa
- Pinaki
- Puka Puka
- Pukarua
- Raraka
- Raroia
- Reao
- Reitoru
- Rekareka
- Taenga
- Tahanea
- Taiaro
- Takume

- Tatakoto
- Tauere
- Tekokota
- Tematangi
- Temoe
- Tureia
- Vahitahi
- Vairaatea
- Vanavana

## Bestuurlijke indeling

Kaart van de Tuamotueilanden. De gemeenten zijn omcirkeld en zijn genoemd naar het belangrijkste eiland.

De archipel is ingedeeld in 16 gemeenten (communes), die de naam hebben van het belangrijkste atol. Veel kleine atollen zijn onbewoond en hebben de status van beschermd natuurgebied.
Lijst van 16 atollen met de status gemeente en de bestuurlijke entiteit Gambier.
| - Westelijk - Rangiroa - Takaroa - Manihi - Arutua - Fakarava | - Midden - Anaa - Makemo - Hikueru - Hao - Napuka - Fangatau | Oostelijk - Puka Puka - Tatakoto - Nukutavake - Reao - Tureia - Gambier |

Genootschapseilanden (Bovenwindse Eilanden · Benedenwindse Eilanden) · Tuamotu-Gambier (Gambiereilanden · Tuamotu) · Australeilanden · Marquesaseilanden